# Gustavo Mohme Llona
Gustavo Mohme Llona, né le 25 avril 1930 à Yapatera (Chulucanas) et mort le 23 avril 2000 à Lima, est un homme d'affaires et homme politique péruvien, fondateur et directeur du périodique La República.

## Biographie
Né à Yapatera, commune de la circonscription de Chulucunas dans la région de Piura (au nord du pays), Gustavo Mohme fait ses études secondaires à Lima puis poursuit ses études supérieures à l'université nationale d'ingénierie où il est diplômé en génie civil en 1955.
Il rentre à Piura pour créer l'entreprise de construction « Woodman & Mohme » avec Arturo Woodman. Dans sa région natale, il travaille également comme enseignant. En 1956, il épouse Helena Ramona Seminario Requena avec laquelle il a six enfants : Stella Mercedes, Gustavo Adolfo, María Eugenia, Gerardo, Helena Ramona et Carlos Eduardo.
Le 16 novembre 1981, il fonde le périodique La República dont il devient directeur. À sa mort en avril 2000, son fils Gustavo Adolfo Mohme Seminario prend sa place au journal.

## Articles liés
- La República (Pérou)